# La Libertad, Zacapoaxtla
La Libertad är en ort i Mexiko.   Den ligger i kommunen Zacapoaxtla och delstaten Puebla, i den sydöstra delen av landet, 160 km öster om huvudstaden Mexico City. La Libertad ligger 2 388 meter över havet och antalet invånare är 2 973.
Terrängen runt La Libertad är huvudsakligen kuperad, men åt nordost är den platt. Runt La Libertad är det ganska tätbefolkat, med 129 invånare per kvadratkilometer. Närmaste större samhälle är Zaragoza, 5,7 km öster om La Libertad. I omgivningarna runt La Libertad växer huvudsakligen savannskog.